# Łódzkie Porozumienie Obywatelskie
Łódzkie Porozumienie Obywatelskie (ŁPO) to łódzkie, centroprawicowe stowarzyszenie samorządowe, założone w 1990 przez działaczy Komitetów Obywatelskich przy Lechu Wałęsie w Łodzi.

## Historia
ŁPO w pierwszych wyborach samorządowych w 1990 roku zdobyło w Łodzi ponad 40% głosów i wygrało ze środowiskiem późniejszej Unii Wolności, skupionym wówczas wokół komitetów popierających Tadeusza Mazowieckiego (WKO). W 1990 roku ŁPO sformowało zarząd miasta z prezydentem Grzegorzem Palką jako prezydentem, który urzędował do końca kadencji (1994 rok).
Po wyborach w 1994 roku ŁPO, zdobywając ok. 20% głosów, było drugą siłą w łódzkim samorządzie. Wybory wygrał SLD – ok. 30% głosów, a na trzecim miejscu znalazło się środowisko Unii Wolności, startujące w wyborach samorządowych pod nazwą „Nowa Łódź”, w koalicji z NSZZ „Solidarność” – ok. 10% głosów. Po wyborach koalicję zawarły ŁPO  „Nowa Łódź”. Mimo że „Nowa Łódź”  zdobyła o połowę mniej głosów od ŁPO, prezydentem Łodzi został jej lider – Marek Czekalski. W koalicyjnym (ŁPO-NŁ) zarządzie miast był też jeden przedstawiciel SLD. Lider ŁPO Grzegorz Palka został przewodniczącym Rady Miejskiej (w 1996 Palka zginął w wypadku samochodowym). Koalicja przetrwała dwa lata. W 1996 ŁPO zerwała koalicję z Unią Wolności i przeszła do opozycji. Marek Czekalski rządził przy wsparciu SLD.
W 1998 roku SLD zdobył ponad 50% mandatów w Radzie Miejskiej, a ŁPO startowało w koalicji z AWS. Spośród niemal 20 radnych wybranych z list AWS-ŁPO, aż kilkunastu było członkami ŁPO.
W 2002 roku ŁPO ponownie wystartowało pod własnym szyldem, zdobywając ok. 11% głosów. Kandydat ŁPO na prezydenta – Jerzy Kropiwnicki – wygrał w pierwszej turze zarówno z kandydatem Ligi Polskich Rodzin Zbigniewem Klajnertem (został radnym LPR, a potem wstąpił do ŁPO), jak i wspólnym kandydatem PO i PiS Włodzimierzem Fisiakiem. W drugiej turze Kropiwnicki wygrał z urzędującym wówczas prezydentem Krzysztofem Jagiełło (SLD).
Do wyborów samorządowych 2006 roku ŁPO poszło samodzielnie, zblokowane jedynie z Polskim Stronnictwem Ludowym. Mimo uzyskania przyzwoitego wyniku (ok. 10% głosów w skali Łodzi), na skutek niekorzystnej ordynacji (głosy zblokowanych komitetów, które nie przekroczyły progu 5% były dodawana do komitetu, który uzyskał ponad 5%) stowarzyszenie wprowadziło zaledwie 2 radnych (na 43 możliwych).
W 2007 roku odbyły się wybory władz stowarzyszenia. Miejsce wieloletniego przewodniczącego ŁPO radnego Mariana Papisa, zajął były wiceprezydent Łodzi Karol Chądzyński. W marcu 2010 przewodniczącym stowarzyszenia został Włodzimierz Tomaszewski.
W 2010 w wyborach do rady miasta ŁPO zdobyło 5,41% głosów, co nie wystarczyło do zdobycia mandatów. Kandydat ŁPO na prezydenta Łodzi Włodzimierz Tomaszewski uzyskał trzeci wynik (17,5% głosów), wyprzedzając kandydata PiS, przegrywając z kandydatami Platformy Obywatelskiej i SLD.
W ŁPO działała spora grupa łódzkich polityków z wszystkich opcji centrowych i prawicowych. Od samego początku w ŁPO dominowali politycy ZChN. Wieloletnimi członkami lub radnymi ŁPO byli m.in. Mirosław Orzechowski (LPR, były poseł), Michał Król (ŁPO, radny rady miasta), Jarosław Jagiełło (PiS, poseł), Małgorzata Bartyzel (Prawica Rzeczypospolitej, była poseł), Stefan Niesiołowski (PO, senator, poseł, wicemarszałek Sejmu), Waldemar Bohdanowicz (były wojewoda łódzki, obecnie bezpartyjny).